# 孔克勒索
孔克勒索（法語：Concressault，法語發音：[kɔ̃kʁəso]）是法国谢尔省的一个市镇，属于布尔日区。

## 地名
该地名“Concressault”发音特殊，其发音为[kɔ̃kʁəso]，不符合字母“e”在两相同辅音字母前发/ɛ/（如“verrière”，[vɛʁjɛʁ]）或/e/（如“message”，[mesaʒ]）的法语基本发音规则，根据实际发音其应译作“孔克勒索”，《世界地名译名词典》将其纯按拼写误译作“孔克雷索”。

## 地理
孔克勒索（47°29'22"N, 2°34'34"E）面积7.45 平方千米，位于法国中央-卢瓦尔河谷大区谢尔省，该省份为法国中部省份，北起卢瓦雷省，西接卢瓦-谢尔省和安德尔省，南至克勒兹省，东南接阿列省，东临涅夫勒省。
与孔克勒索接壤的市镇（或旧市镇、城区）包括：巴尔略、布朗卡福尔、当皮埃尔昂克罗、瓦宗。
孔克勒索的时区为UTC+01:00、UTC+02:00（夏令时）。

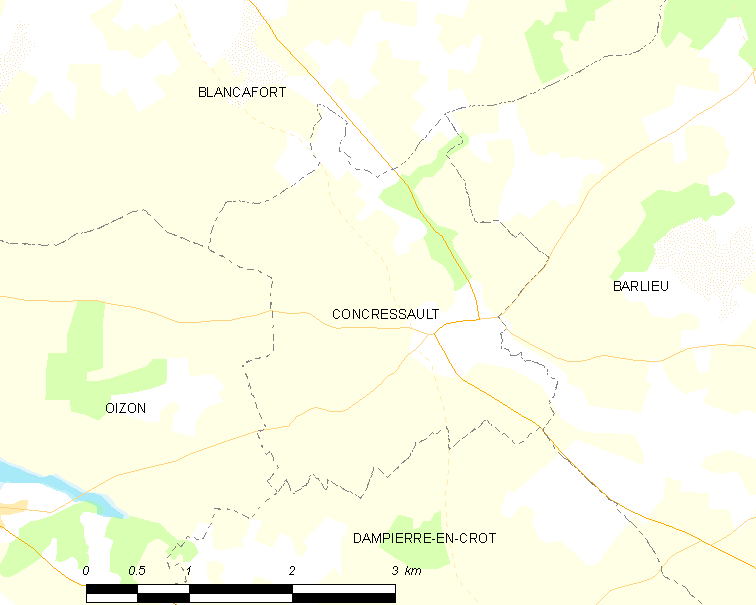
孔克勒索的OSM定位图

## 行政
孔克勒索的邮政编码为18260，INSEE市镇编码为18070。

## 政治
孔克勒索所属的省级选区为桑塞尔县。

## 人口

1962-2008年间孔克勒索人口变化图示

孔克勒索于2022年1月1日时的人口数量为196人。